# Gare de Fornaka
La gare de Fornaka est une halte ferroviaire algérienne située sur le territoire de la commune de Fornaka, dans la wilaya de Mostaganem.

## Situation ferroviaire
La gare se situe sur la ligne de Mohammadia à Mostaganem, où elle est précédée de la gare de Oued Tinn et suivie de celle de Aïn Nouïssy.
| \| Fornaka Mostaganem \| Localisation de la gare de Fornaka dans la wilaya de Mostaganem. |
| Fornaka Mostaganem                                                                        |

## Histoire
La gare est mise en service en 1959 lors de l'ouverture de la ligne de Mohammadia à Mostaganem.

## Service des voyageurs

### Dessertes
La gare de Fornaka est desservie par les trains régionaux de la liaison Mohammadia - Mostaganem.